# Razvoj človeških virov
Razvoj človeških virov (RČV, angl. Human Resource Development)
Razvoj kadrov ali človeških virov je sistematičen in načrtovan proces priprave, izvajanja in nadzorovanja vseh kadrovsko – izobraževalnih postopkov in ukrepov, namenjenih strokovnemu, delovnemu in osebnostnemu razvoju zaposlenih. Ne vključuje zgolj izobraževanja in usposabljanja, saj bi s tem razvili zgolj sposobnosti in znanja, ampak vključuje tudi postopke in ukrepe, ki razvijajo interes, motive in potrebe zaposlenih po izobraževanju.
Pod pojmom strateški razvoj človeških virov razumemo predvsem identifikacijo in razvoj (rast, povečanje) tistih srednjeročno in dolgoročno potrebnih sposobnosti (znanj, veščin, vrednot) in izkustvenih zmožnosti zaposlenih, ki so nujen pogoj za doseganje strateških ciljev organizacije. Predstavlja pomemben del celotnega upravljanja človeških virov.
Temeljna naloga je, da zagotavlja optimalno poklicno, izobrazbeno in kvalifikacijsko strukturo vseh zaposlenih  glede na sedanjo razvitost in strateške cilje organizacije. Instrumenti razvoja kadrov so med seboj povezani in prepleteni sistemi sprejemanja, razmeščanja, napredovanja in izobraževanja kadrov.

## Področja delovanja razvoja človeških virov
- usmerjanje zaposlenih in ostalih v izobraževanje za pridobitev ustreznih poklicev s selekcijskim postopkom, smeri in stopenj strokovne izobrazbe
- strokovno uvajanje novo sprejetih delavcev
- zagotavljanje managerskih in ključnih strokovnih kadrov ter njihova priprava za prevzem določenih funkcij
- sistematičen in stalen strokovni, delovni in osebnostni razvoj zaposlenih, skladen z zahtevami dela
- spodbujanje ustvarjalnosti zaposlenih
- zagotavljanje prenosa znanja na vseh ravneh in med njimi
- razvoj čuta pripadnosti zaposlenih v organizaciji[1]

## Koncept razvoja človeških virov
Temeljil naj bi na ustreznih teoretičnih in empiričnih izhodiščih. Predpostavka je, da je temeljna vrednota organizacije doseganje postavljenih ciljev in da moč v organizaciji temelji na znanju, veščinah in odgovornosti. Zaposleni morajo biti optimalno usposobljeni za svoje delo, razviti pa morajo tudi občutek pripadnosti organizaciji.
Proizvodni dejavniki organizacije so določeni z njeno temeljno dejavnostjo in proizvodnimi programi. Stopnja njihove trenutne razvitosti je za razvoj kadrov izhodišče pri načrtovanju strateško-razvojnih ciljev, ki vodijo h končnemu cilju vsake organizacije, to je k poslovni uspešnosti.

### Trg
Z vidika razvoja človeških virov je za posamezno organizacijo pomembno poznavanje situacije na trgu delovne sile. Tu gre predvsem za povpraševanje po količinski in kakovostni ponudbi kadrov, ki jih organizacija potrebuje za uspešno realizacijo svojih ciljev. Od izbora iz te ponudbe, je odvisno kakšen sistem razvoja človeških virov organizacija sploh potrebuje.

### Dejavniki gospodarjenja
Poslovna uspešnost organizacije je v veliki meri odvisna od dejavnikov gospodarjenja, ki jih določa okolje. Z vidika razvoja kadrov so najpomembnejši dejavniki ravno socialna politika, politika zaposlovanja, pogodba o zaposlitvi in delovnopravna zakonodaja. Mednje lahko uvrščamo tudi sistem poklicnega izobraževanja, saj določa razvitost sistema znotraj posamezne organizacije. Bolj kot je razvit izobraževalni sistem v okolju, manj konkretno je lahko v organizaciji in obratno.

### Razvojna strategija – cilji in načini organizacije
Omenjena strategija temelji na poznavanju tržnih segmentov in dejavnikov gospodarjenja; sistem razvoja kadrov mora biti v funkciji te strategije. Opredeljuje temeljne elemente in mehanizme razvoja kadrov. Od tega so odvisni načini zadovoljevanja bodočih kadrovskih potreb, politika planiranja zamenjav ali namestnikov in skrb za strokovni razvoj, usposabljanje in napredovanje zaposlenih. Omenjena strategija mora opredeljevati tudi ostale procese, kot je izbira kandidatov za razvoj, usklajevanje interesov posameznikov z interesi organizacije, ocenjevanje primernosti kandidatov, motiviranje kandidatov, izdelava individualnih in skupinskih razvojnih načrtov.

### Dejavnosti in program organizacije
Razvitost dejavnosti in programov neposredno določa razvitost kadrov, ki bodo s programi tudi upravljali.

### Tehnologija
V največji meri je opredeljena s temeljno dejavnostjo in z njenimi investicijskimi (z)možnostmi. Uvedbo določene tehnologije določajo ekonomski kazalci trga, npr. konkurenca, način sprejemanja izdelkov na trg ipd. Z vidika razvoja kadrov je tehnološki dejavnik zelo pomemben, saj opredeljuje temeljno kadrovskoizobrazbeno strukturo organizacije.

### Organizacija
Sistem razvoja kadrov mora temeljiti na obstoječi makroorganizaciji (razdelitev temeljih funkcij, sektorjev, služb, delovnih skupin, opredelitev organizacijskih odnosov in komunikacije, informacijskega sistema ipd.) ter mikroorganizacije dela (delitev dela, oblikovanje delovnih področij, opredelitev nalog, pristojnosti in odgovornosti posameznih nosilcev) urejamo s sistematiziranjem dela. Z vidika razvoja človeških virov so ključni opisi delovnih mest. Za to obstajata dva ključna razloga, in sicer 1) le iz opisa delovnega mesta lahko opredelimo pogoje, ki jih mora izpolnjevati delavec, da bo lahko uspešen in 2) s primerjalno analizo aktualnih in bodočih zahtev delovnega mesta, lahko opredelimo zahteve po izpopolnjevanju zaposlenih, da bodo uspešni tudi v novih razmerah.

### Poslovna uspešnost organizacije
Sem uvrščamo akumulativno sposobnost, donosnost naložb, gospodarnost, dodano vrednost, dobiček ipd. Lahko trdimo, da je tržno, tehnološko, organizacijsko, kadrovsko in družbeno pogojena. Relativna vrednost naštetih dejavnikov mora biti čim bolj izenačena, vse dejavnike moramo jemati celovito in v njihovi medsebojni povezanosti.

### Motivacija za delo
Pri razvoju človeških virov je motivacija izjemnega pomena, saj je gonilo za delo samo. Na delovno uspešnost in učinkovitost ima motivacijska struktura posameznika pogosto velik vpliv. Motivacijsko strukturo posameznika sestavljajo različne potrebe: eksistenčne ali fiziološke potrebe, potrebe po socialni stikih, samospoštovanju, ljubezni ter potrebe po spoznavanju in osebnostnem razvoju.

### Usposobljenost delavca
Storilnost in učinkovitost posameznika sta, pri dani tehnologiji in organizaciji dela, odvisni od njegove usposobljenosti (znanja, veščine, odgovornosti) in motivacije za delo. Torej je delavec uspešen, če nalogo zna rešiti in se obenem tudi zavzema za njeno reševanje.

### Osebnostne lastnosti delavca
Poleg motivacije in usposobljenosti, na uspešnost posameznega delavca vplivajo osebnostne lastnosti in druge psihofizične značilnosti posameznika. Med osebnostne lastnosti, ki jih upoštevajo pri zaposlovanju in izbiri kadrov, najpogosteje štejemo: fiziološke in morfološke lastnosti, značaj, ustvarjalnost, inteligenco in strukturo vrednot.

### Delovna situacija
Na delovno situacijo v kateri posameznik opravlja svoje delo, vplivajo različni dejavniki, kot so: vsebina in zahtevnost dela, medsebojni odnosi, plača, delovno okolje, spoštovanje osebnosti, varna prihodnost, ugled organizacije, način (stil) vodenja. Prav tako vplivajo tudi zasebne stiske in problemi, ki največkrat zmanjšujejo storilnost. Dobri sistemi razvoja človeških virov se tako ukvarjajo tudi z zasebno in družinsko platjo življenja svojih sodelavcev, in sicer v tem smislu, da jim ponujajo različne storitve povezane z reševanjem težav, npr. reševanje stanovanjskega problema, problem varstva otrok in ostarelih sorodnikov, posebno zdravstveno varstvo, določene pravne storitve ipd.

### Delovna uspešnost posameznika
Pod tem pojmom v okviru razvoja kadrov razumemo predvsem delovni učinek (delovni rezultat ali izložek), s čimer ga razmejimo od pojma učinkovanje (delovni vložek). Gre za to, da za uspešnost in konkurenčnost podjetja, ni toliko pomembno, kako posameznik dela, temveč kakšni so njegovi delovni rezultati. Delovno uspešnost moramo oceniti in jo pravično nagraditi.

### Ocenjevanje delovne uspešnosti
Sistematično opazovanje in ocenjevanje delovne uspešnosti nam pomaga, da lahko oblikujemo različne razvojne ukrepe. Nekateri med njimi so 1) motivacijsko- regulacijski krog, saj z ustreznim in pravičnim nagrajevanjem, povečujemo in vzdržujemo zadovoljstvo delavcev in s tem tudi motivacijo, 2) dopolnilno usposabljanje pri tistih, kjer opazimo, da dejanski delovni rezultati zaostajajo za pričakovanimi, 3) stalno izpopolnjevanje pri tistih, ki delujejo v skladu s pričakovanju in je potrebno stanje vzdrževati ter po potrebi prilagaja novostim, 4) možnost napredovanja za nadpovprečno uspešne delavce, pri tem pa upoštevamo tudi razvojni potencial in razvojne ambicije posameznika
Gruban ugotavlja oblikovanje štirih temeljnih pristopov ocenjevanja delovne uspešnosti, ki se ne izključujejo med seboj in se jih lahko kombinira:
- ocenjevanje vodij (klasični letni razgovor)
- ocenjevanje iz več virov (metoda 360-stopinjske povratne informacije)
- skupinski letni razgovor in metode relativnih ocen delovne uspešnosti
- objektivne metode vrednotenja delovne uspešnosti na podlagi izidne matrike uravnoteženih kazalnikov.

### Zadovoljstvo delavca z delom
Najpogosteje na zadovoljstvo vpliva višina plačila za delo, možnost napredovanja v službi, dobri odnosi z nadrejenimi in sodelavci, možnost soodločanja na delovnem mestu ipd. Več kot je teh dejavnikov, večje je zadovoljstvo pri delu.

## Pomen razvoja človeških virov
za organizacijo:
- večja storilnost (več izdelkov ali storitev, krajši čas izdelave)
- boljša kakovost izdelkov ali storitev (večje povpraševanje, manj pritožb, manj slabih izdelkov)
- večja prilagojenost delavcev delu (manj absentizma in fluktuacije, manj nesreč pri delu, spontana delovna disciplina, več predlogov za izboljšave)

za zaposlene:
- zagotavljanje možnosti za strokovni, delovni in osebnostni razvoj
- zagotavljanje možnosti vertikalnega in horizontalnega napredovanja ter s tem povezanih ugodnosti, kot so večja plača, materialne in nematerialne ugodnosti
- povečanje zanesljivosti zaposlitve in s tem socialne varnosti
- povečanje posameznikove poklicne fleksibilnosti in mobilnosti
- povečanje možnosti za poklicno samopotrjevanje

Koristi, ki jo lahko posamezniki in organizacija pričakujejo od različnih kadrovskorazvojnih ukrepov, so po navadi v veliki meri odvisne od ustreznosti izobraževalnih programov. Po svoji naravi so programi usposabljanja in izpopolnjevanja lahko informativni (»dobro je vedeti« programi) in formativni (»potrebno je znati« programi). S pomočjo prvih seznanjamo zaposlene z novostmi na njihovem delovnem področju, s pomočjo drugih pa zagotavljamo ustrezno znanje, sposobnosti ali veščine, ki jih nujno potrebujejo za uspešno delo zdaj in v prihodnje.